# W. D. O. Greig
William Dallas Ochterlony Greig, né le 30 octobre 1851 à Dundee et mort le 28 janvier 1942 à Londres est un footballeur écossais. Principalement titulaire au poste de gardien de but, il est membre de l’équipe du Wanderers Football Club victorieux de la Coupe d'Angleterre en 1876.

## Biographie
William Dallas Ochterlony Greig naît à Dundee. Il est le fils d’Alexander Ochterlony Greig (1809-1876) et de Margaret Lawson (1824-1869). Son père est le capitaine du bateau à vapeur Jardine, le premier bateau de ce type à rallier la Grande-Bretagne à la Chine en 1835. Ses parents se sont mariés à Dundee en 1846. Il a trois sœurs, Margaret (née en Chine en 1847), Elizabeth (née en 1848) et Charlotte (née en 1850).
Greig est scolarisé au Brighton College entre 1866 et 1868 avant de rejoindre Farningham School,.
On ne sait quasiment rien de la vie professionnelle de Greig après la finale victorieuse en Coupe d’Angleterre en 1876. Le recensement britannique de 1901 signale qu’il vit à Coptfold Hall, Margaretting dans l’Essex avec sa sœur devenue veuve, Elizabeth O. Jupp, et sa famille. Sa profession est inconnue.
W. D. O. Greig meurt à Farnham dans le Surrey le 28 janvier 1942.

### Footballeur
W. D. O. Greig joue au football pour le Hertfordshire Rangers FC puis pour Farningham où il est repéré puis recruté par le grand club de l’époque le Wanderers Football Club pour prendre la place du gardien de l’équipe nationale anglaise, Alexander Morten, qui a décidé d’arrêter le football . Il avait en effet impressionné les Wanderers par ses arrêts lors de la déroute de son équipe Farmingham 16 à 0 lors du premier tour de la coupe d'Angleterre 1874-1875. Dès sa première saison parmi les Wanderers il remporte la Coupe d’Angleterre.
W. D. O. Greig joue un total de vingt-trois rencontres pour les Wanderers et marque deux buts lors d’une de ses très rares apparitions en tant que joueur de champ en 1874. Il a aussi joué deux matchs sous les couleurs de Londres à l’occasion de matchs contre Sheffield.

## Palmarès
Wanderers FC
- Vainqueur de la Coupe d'Angleterre en 1876